# Jenny Pimentel de Borba
Jenny Pimentel de Borba (Serra Negra, 6 de maio de 1906 - Nova Friburgo, 30 de junho de 1984) foi uma escritora, jornalista e militante feminista brasileira. 
Casou-se em 1930 com Júlio Ruy da Costa Borba, mudando-se em seguida de São Paulo para o Rio de Janeiro, fugindo das críticas da família ao seu comportamento tido como extravagante.
Fundou em 1934 a revista Walkyrias, dedicada ao movimento de emancipação das mulheres. A publicação, vinda logo após a vitória do movimento sufragista, publicou artigos de militantes feministas, como Bertha Lutz e Gilka Machado. Walkyrias manteve a periodicidade mensal até 1946, e continuou sendo publicada até 1960.
Estreou na literatura com o romance Mendiga de amor. Em 1940 fundou a Borba Editora, pela qual publicaria seus livros seguintes.
Em 1948, Jenny assumiu o cargo de diretora artístico-social da revista Fon-Fon. Também colaborou com a revista Café Society e os jornais Correio da Manhã e Diário de Notícias.
Passou os últimos anos de vida num abrigo para idosos em Nova Friburgo. Morreu um ano e quatro meses depois de seu marido.

## Obras
- Mendiga de amor (1939)
- 40 graus à sombra (1940)
- Mormaço (1941)
- Braza (1942)
- Paixão dos homens (1943)